# Виттенем
Виттене́м (фр. Wittenheim, также Виттенгейм, — коммуна на северо-востоке Франции в регионе Гранд-Эст (бывший Эльзас — Шампань — Арденны — Лотарингия), департамент Верхний Рейн, округ Мюлуз, кантон Виттенем.

## Географическое положение

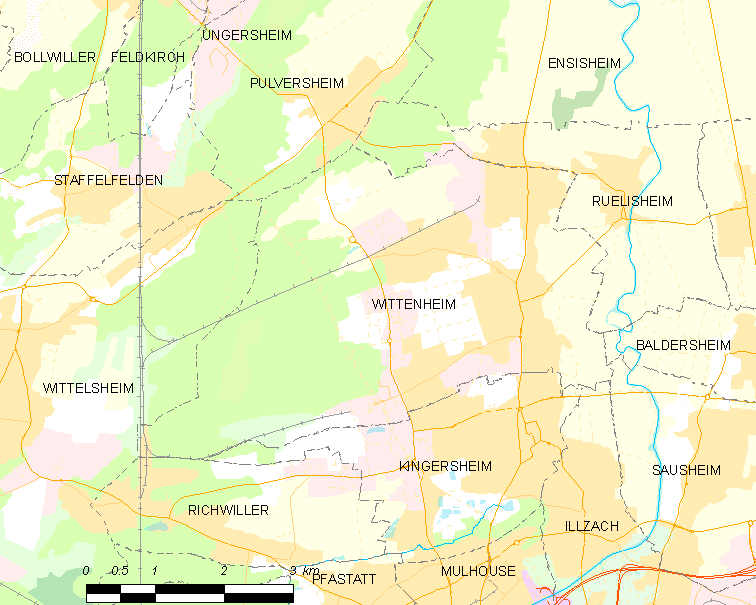
На карте

Коммуна расположена на расстоянии около 390 км на восток от Парижа, в 95 км южнее Страсбура и в 31 км южнее Кольмара.
Площадь коммуны — 19,01 км², население — 14 371 человек (2006) с тенденцией к стабилизации: 14 512 человек (2012), плотность населения — 763,4 чел/км².

## Население
Численность населения коммуны в 2011 году составляла 14 262 человека, а в 2012 году — 14 512 человек.
| 1962 | 1968  | 1975  | 1982  | 1990  | 1999  | 2006  | 2011  | 2012  |
| ---- | ----- | ----- | ----- | ----- | ----- | ----- | ----- | ----- |
| 9259 | 10055 | 12562 | 13380 | 14324 | 15026 | 14371 | 14262 | 14512 |

Динамика населения:

## Экономика
В 2010 году из 9068 человек трудоспособного возраста (от 15 до 64 лет) 6436 были экономически активными, 2632 — неактивными (показатель активности 71,0 %, в 1999 году — 67,5 %). Из 6436 активных трудоспособных жителей работали 5564 человека (2945 мужчин и 2619 женщин), 872 числились безработными (453 мужчины и 419 женщин). Среди 2632 трудоспособных неактивных граждан 719 были учениками либо студентами, 954 — пенсионерами, а ещё 959 — были неактивны в силу других причин.
На протяжении 2011 года в коммуне числилось 5816 облагаемых налогом домохозяйств, в которых проживало 14 190 человек. При этом медиана доходов составила 18541 евро на одного налогоплательщика.

## Достопримечательности (фотогалерея)

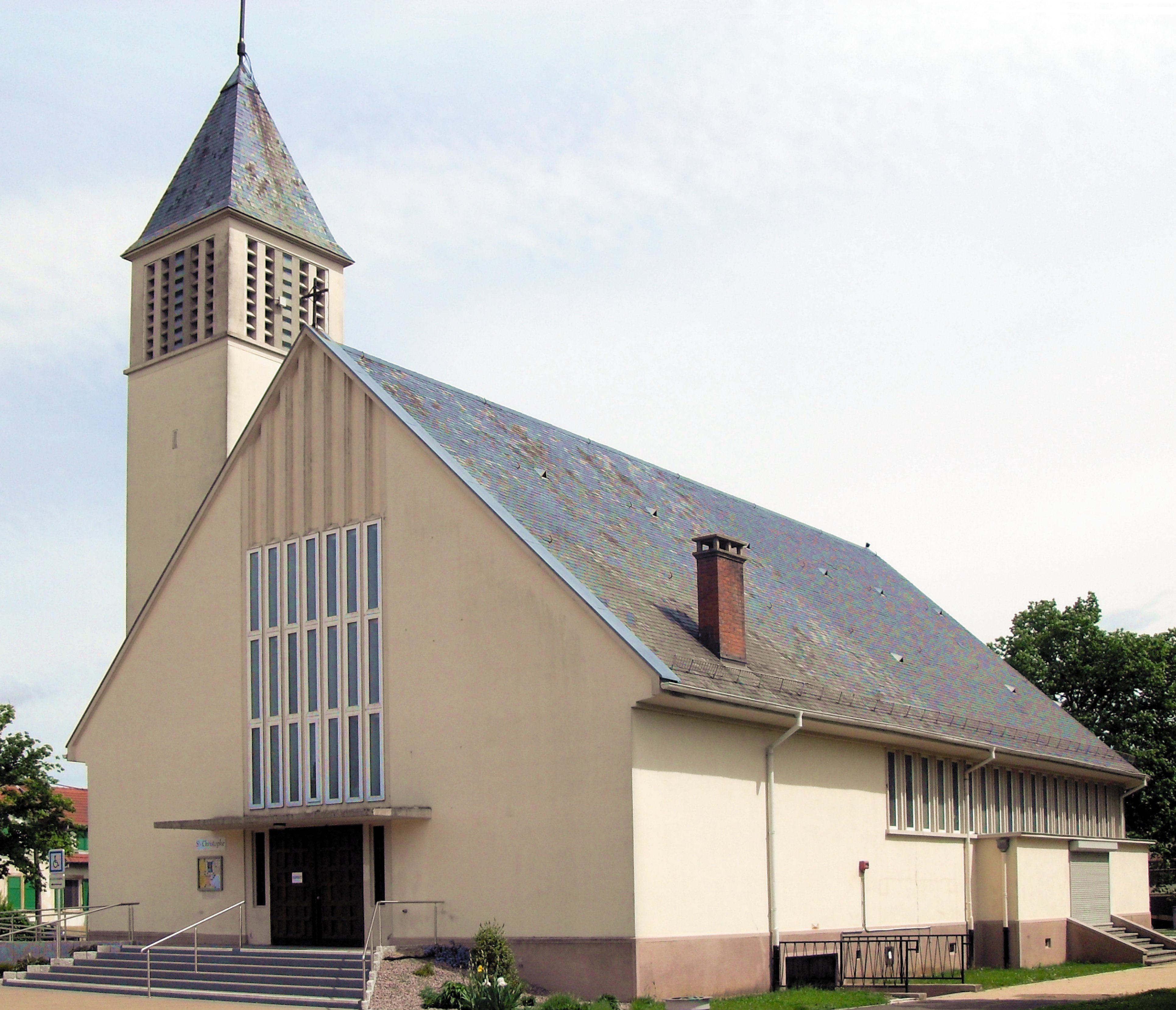
Церковь
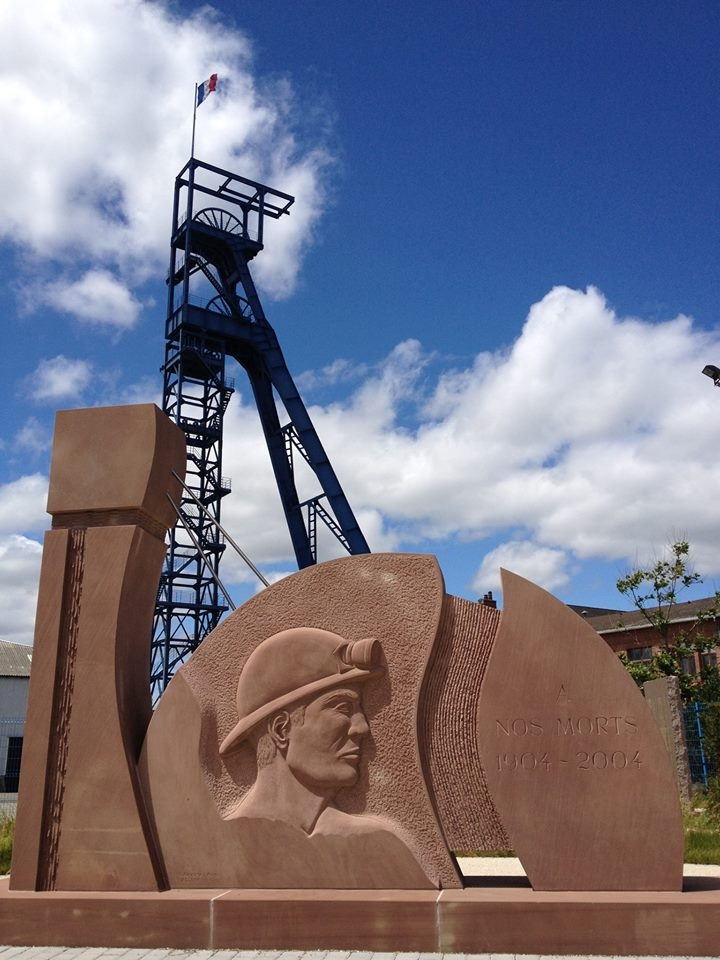
Мемориал
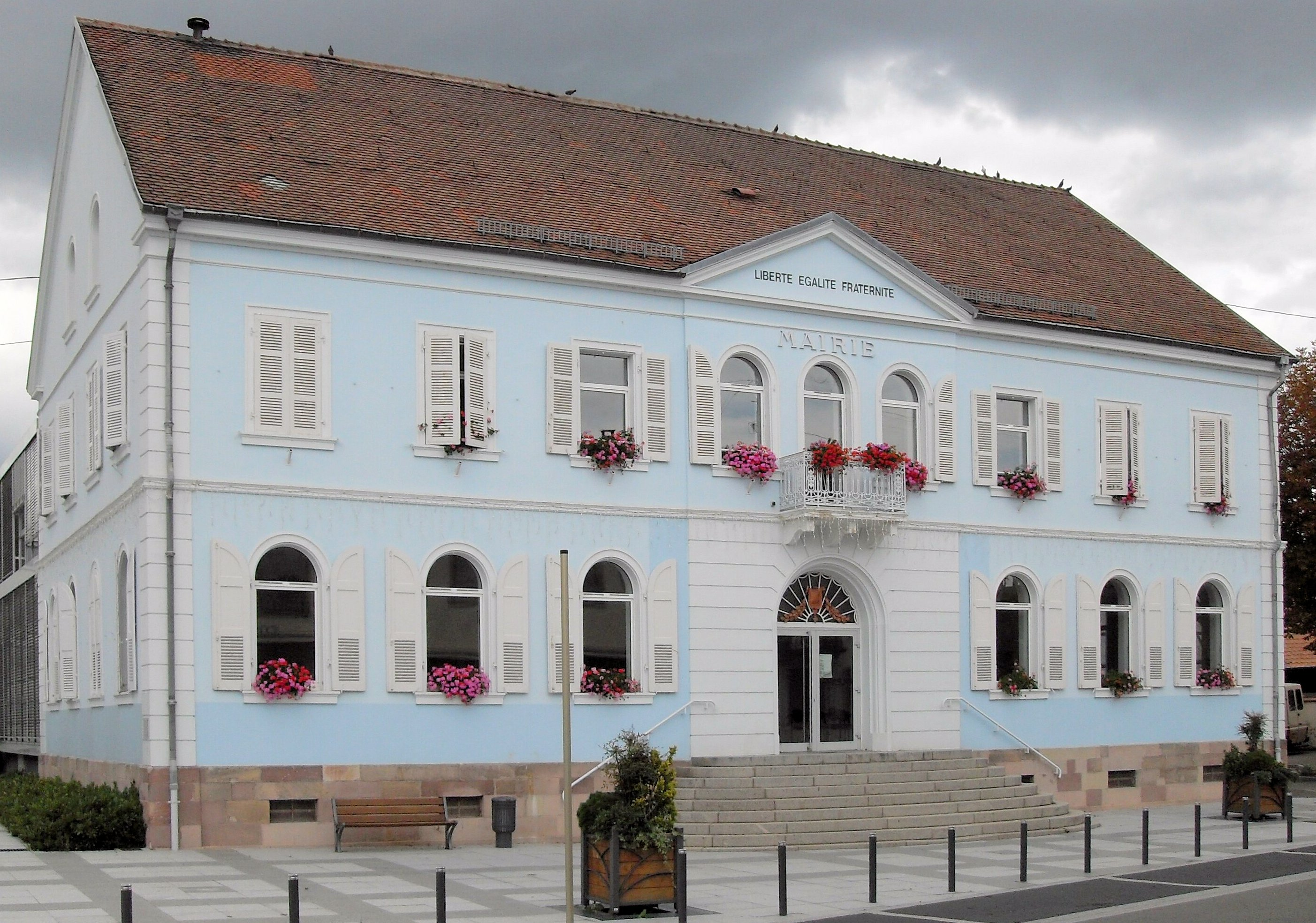
Здание мэрии